# Kiatisuk Senamuang
Kiatisuk Senamuang (tajl. เกียรติศักดิ์ เสนาเมือง, ur. 11 sierpnia 1973 w Khon Kaen) – tajski trener i piłkarz, który występował na pozycji napastnika. W swojej karierze rozegrał 130 meczów w reprezentacji Tajlandii i strzelił w nich 69 goli. Od 2011 roku jest trenerem klubu Chula United.

## Kariera klubowa
Karierę piłkarską Senamuang rozpoczął w klubie Krung Thai Bank. Grał w nim w latach 1989-1994. W 1993 roku zdobył z nim Kor Royal Cup. W 1995 roku przeszedł do zespołu Raj Pracha.
W 1997 roku Senamuang został zawodnikiem singapurskiego zespołu Geylang United. W 1997 roku wywalczył z nim mistrzostwo Singapuru. W 1998 roku grał w malezyjskim Perlis FA, a następnie ponownie trafił do Singapuru, tym razem do klubu Sembawang Rangers. W sezonie 1999/2000 był zawodnikiem Huddersfield Town, jednak nie rozegrał w nim żadnego meczu.
W 2000 roku Senamuang wrócił do Tajlandii i został piłkarzem Raj Pracha. W 2001 roku grał w singapurskim Singapore Armed Forces, a w latach 2002-2006 występował w Wietnamie, w Hoàng Anh Gia Lai. W latach 2003–2004 wywalczył z nim mistrzostwo Wietnamu oraz Superpuchar Wietnamu. W 2007 roku zakończył karierę jako gracz rodzimego BEC Tero Sasana.

## Kariera reprezentacyjna
W reprezentacji Tajlandii Senamuang zadebiutował w 1992 roku. W 1996 roku zagrał w dwóch meczach Pucharu Azji 1996: z Arabią Saudyjską (0:6) i z Iranem (1:3), w którym zdobył gola.
W 2007 roku Senamuang rozegrał trzy mecze w Pucharze Azji 2007: z Irakiem (1:1), z Omanem (2:0) i z Australią (0:4). Od 1992 do 2007 roku rozegrał w kadrze narodowej 130 spotkań, w których strzelił 69 goli.

## Kariera trenerska
Po zakończeniu kariery piłkarskiej Senamuang został trenerem. W 2006 roku był grającym trenerem wietnamskiego Hoàng Anh Gia Lai. W 2008 roku wrócił do Tajlandii i został trenerem klubu Chula United. Następnie prowadził Chonburi FC (wywalczył z nim wicemistrzostwo Tajlandii w 2008 i 2009 oraz zdobył Kor Royal Cup w tych samych latach) i ponownie Hoàng Anh Gia Lai. W 2011 roku znów został szkoleniowcem Chuli United.